# Martens (Adelsgeschlecht)

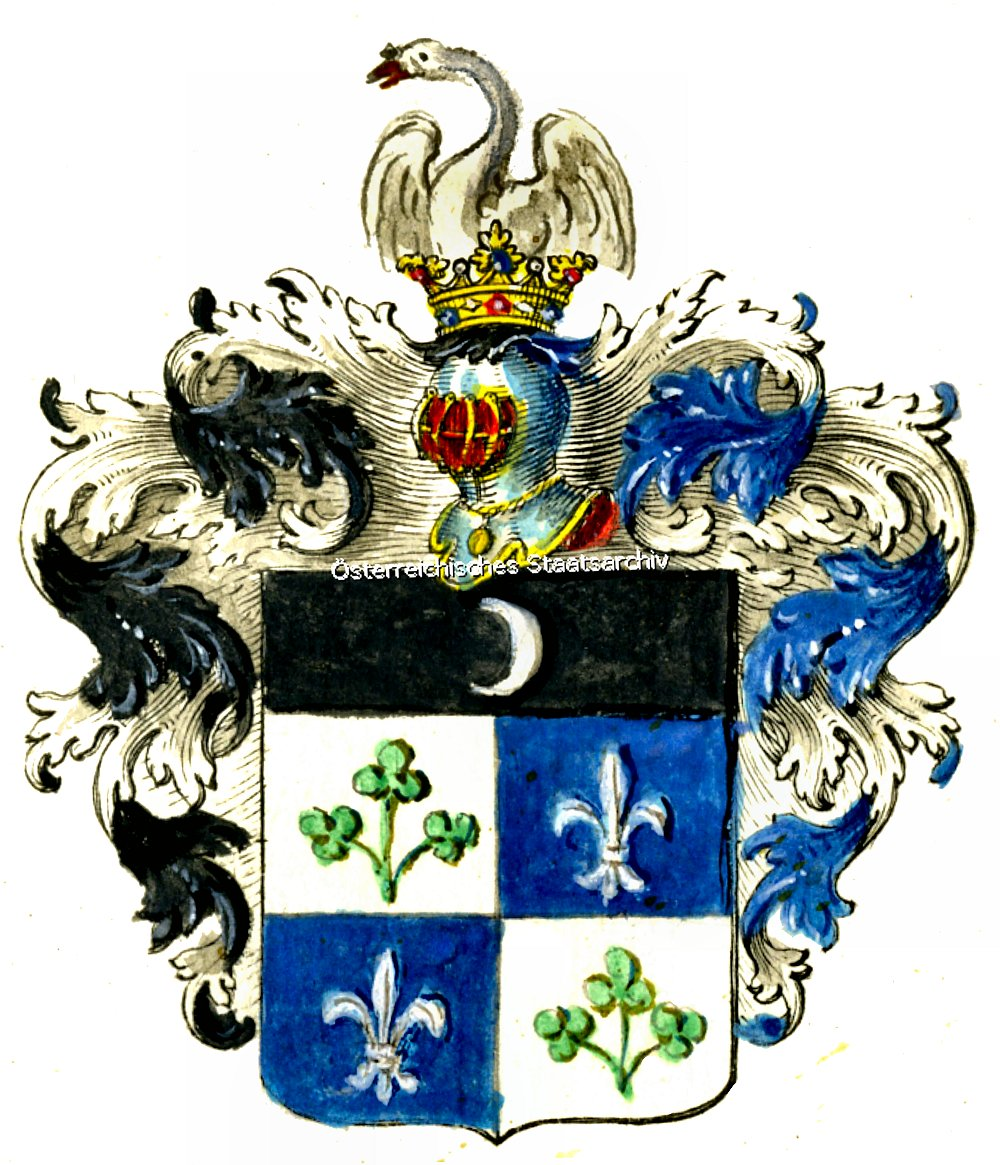
Wappen derer von Martens (1783)

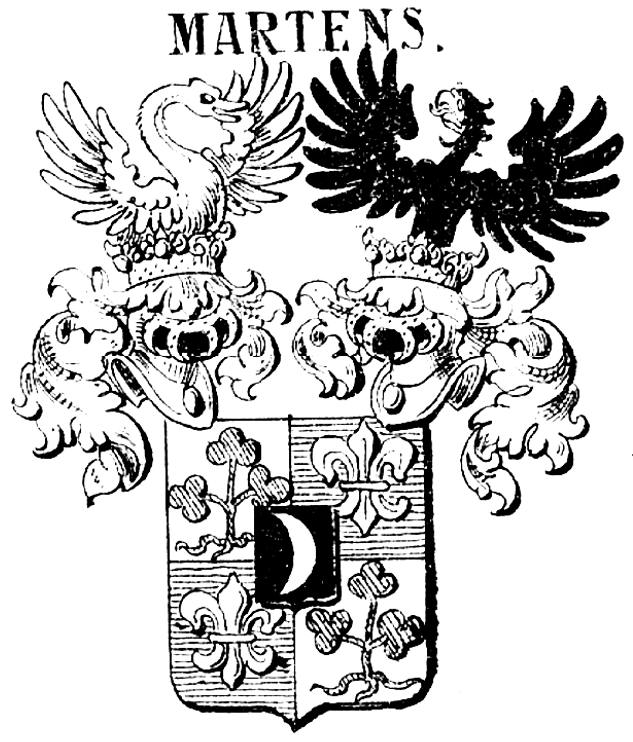
Wappen derer von Martens (1790) in Siebmachers Wappenbuch

Martens ist der Name eines ursprünglich sächsischen Briefadelsgeschlechts.
Die Familie ist zu unterscheiden von einem gleichnamigen Adelsgeschlecht Martens, das im 19. Jahrhundert vor allem in Württemberg ansässig war.

## Geschichte
Am 30. Juli 1783 wurden in Wien der kursächsische Legationsrat Carl Wilhelm Martens und der Göttinger Professor Georg Friedrich Martens durch Kaiser Joseph II. geadelt. Ersterer wurde am 31. Juli 1790 durch Kurfürst Friedrich August von Sachsen während des Reichsvikariats in den Freiherrenstand erhoben. Letzterer hingegen erst im Königreich Westphalen.
Folgende Stammtafel der Familie ist überliefert:
- Albert Martens, Ratsherr zu Stade, ⚭ 1706 mit Anna Margarethe Witt aus Hamburg
  - Jacob Nicolaus Martens (1712–1786), Jurist in Hamburg, ⚭ 1745 mit Maria Anna Brockes (1719–1777) aus Hamburg
    - Carl Wilhelm von Martens (1751–1794), promovierter Jurist, kursächsischer Legationsrat und ab 1779 residierender Geschäftsträger des Dresdner Hofes und der Hanse-Städte bei der Republik Holland in Den Haag, erhielt 1783 den Reichsadel und 1790 Reichsfreiherrenstand, ⚭ mit Sophia Catharina Sueck († 1791) aus Schweden
      - Moritz von Martens (1785–1851), hannoverischer Hauptmann a. D. und Ober-Steuerinspektor in Göttingen, ⚭ I. 1816 mit Dorothea Theilkuhl († 1823), II. 1824 mit Clamina Feyerabend († 1826) aus Salzgitter
        - Emilie von Martens (* 1816) ⚭ 1845 mit Carl Hildebrand aus Kassel
        - Rudolf von Martens (1818–1848), Rittmeister im 7. Kürasierregiment
        - Moritz Ferdinand von Martens (* 1820), preußischer Oberamtsrichter zu Wittmund in der Provinz Hannover
        - Gustav von Martens (* 1823), Ökonom in Chile
        - Luise von Martens (* 1826) ⚭ 1853 mit Gustav Theilkuhl, Oberamtmann zu Schmatzfeld

      - Friedrich von Martens (1781–1857), preußischer Oberst und vormaliger Gesandter in Paris, später General, ⚭ mit N. N.
        - Hermine von Martens ⚭ mit Philipp Albrecht
        - Bertha von Martens ⚭ mit N. N. Delbrück

      - Carl von Martens († 1863), sächsischer Kammerherr, Geheim-Legationsrat und vormaliger Ministerresident in Berlin, ⚭ mit N. N.
        - Adolf von Martens († 1831)

    - Georg Friedrich von Martens (1756–1821), promovierter Jurist, Natur- und Völkerrechtler, Diplomat und Publizist, erhielt 1783 den Reichsadel, nachher königlich-westfälischer Staatsrat, zuletzt königlich-hannoverischer Geheim-Kabinettsrat und Bundestagsgesandter

## Wappen
- Blasonierung des Wappens von 1783: Geviert von Silber und Blau mit schwarzem Schildhaupt, darin ein silberner Halbmond mit den Hörnern nach rechts. Felder 1 und 4 drei (1:2) grüne Kleeblätter an einem Stiel; Felder 2 und 4 eine silberne Lilie. Auf dem gekrönten Helm mit rechts schwarz-silbernen und links blau-silbernen Helmdecken ein silberner Schwan wachsend.
- Blasonierung des Freiherrenwappens von 1790: Geviert von Silber und Blau mit schwarzen Herzschild, darin ein silberner Halbmond mit Hörnern nach rechts. Felder 1 und 4 drei (1:2) grüne Kleeblätter an einem Stiel; Felder 2 und 4 eine silberne Lilie. Zwei gekrönte Helme: I. mit blau-silbernen Decken ein silberner Schwan wachsend, II. mit schwarz-silbernen Decken ein schwarzer Adler wachsend.